# Trichopterolophia
Trichopterolophia is een kevergeslacht uit de familie van de boktorren (Cerambycidae). De wetenschappelijke naam van het geslacht werd voor het eerst geldig gepubliceerd in 1960 door Breuning.

## Soorten
Trichopterolophia omvat de volgende soorten:
- Trichopterolophia andamanica Breuning, 1960
- Trichopterolophia bifuscomaculata (Breuning, 1965)
- Trichopterolophia schurmanni Breuning, 1980